# Euphorbia avasmontana
Euphorbia avasmontana ist eine Pflanzenart aus der Gattung Wolfsmilch (Euphorbia) in der Familie der Wolfsmilchgewächse (Euphorbiaceae).

## Beschreibung
Die sukkulente Euphorbia avasmontana bildet Sträucher bis 2 Meter Höhe und etwa 2 Meter Durchmesser aus. Die aus der Basis in einer großen Anzahl entstehenden und in der Regel fünfkantigen Triebe sind einfach und aufrecht. Sie sind in längliche, etwa 13 Zentimeter lange und 7 Zentimeter breite, Abschnitte eingeschnürt und an den Kanten mit flachen Zähen versehen, die im Abstand von 1 Zentimeter zueinander stehen. Es werden bis 1 Zentimeter lange Dornen ausgebildet und die Dornschildchen sind zu einem Hornrand vereinigt.
Der Blütenstand wird aus zwei bis drei einfachen und nahezu sitzenden Cymen gebildet, die in einer waagerechten Linie stehen. Die Cyathien werden etwa 8 Millimeter groß und die länglichen Nektardrüsen stoßen aneinander und sind gelb gefärbt. Die stumpf gelappte Frucht wird bis 6 Millimeter groß und steht an einem 6 Millimeter langen Stiel. Der kugelförmige Samen ist glatt und erreicht 1,7 Millimeter im Durchmesser.

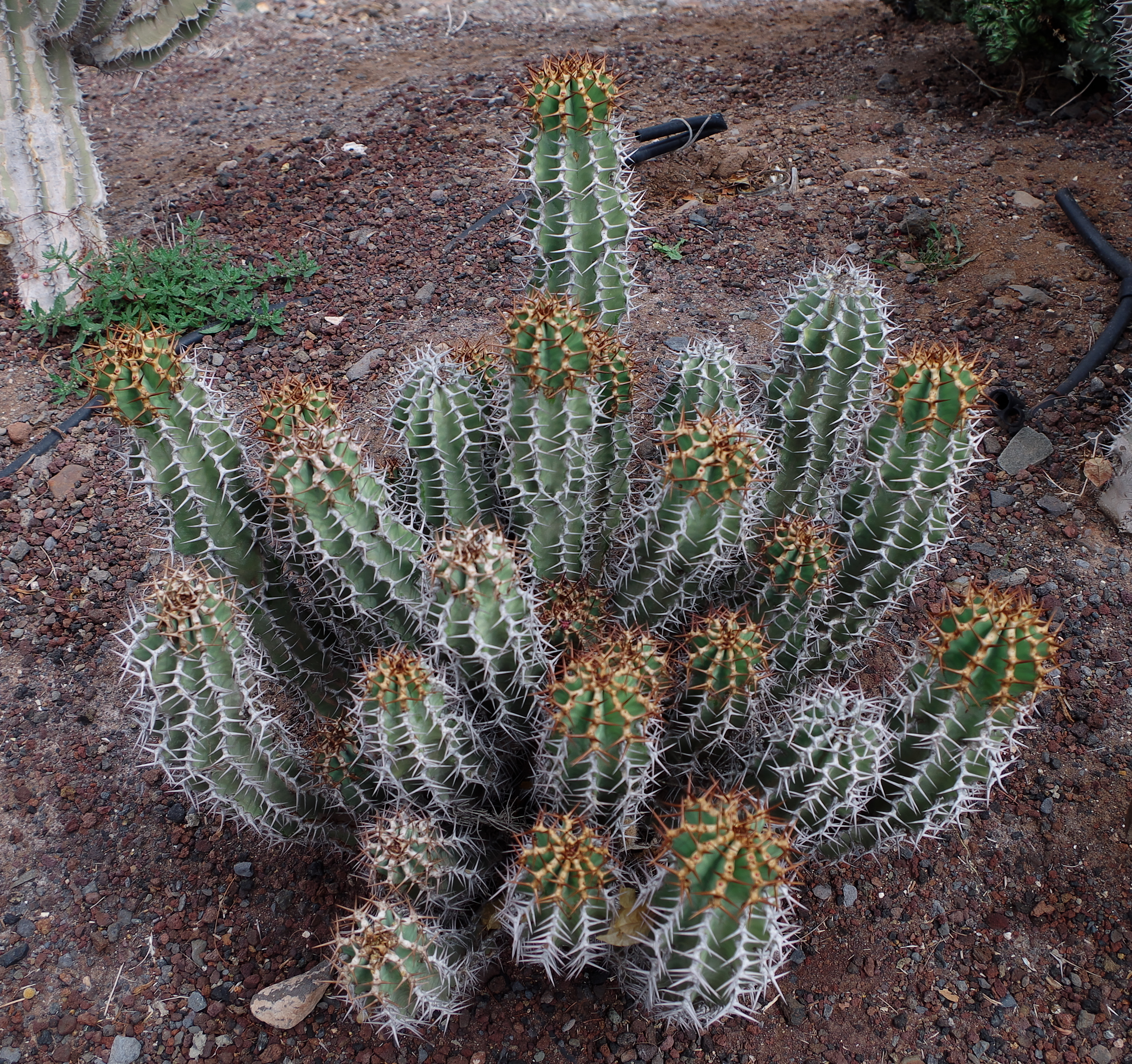
Habitus
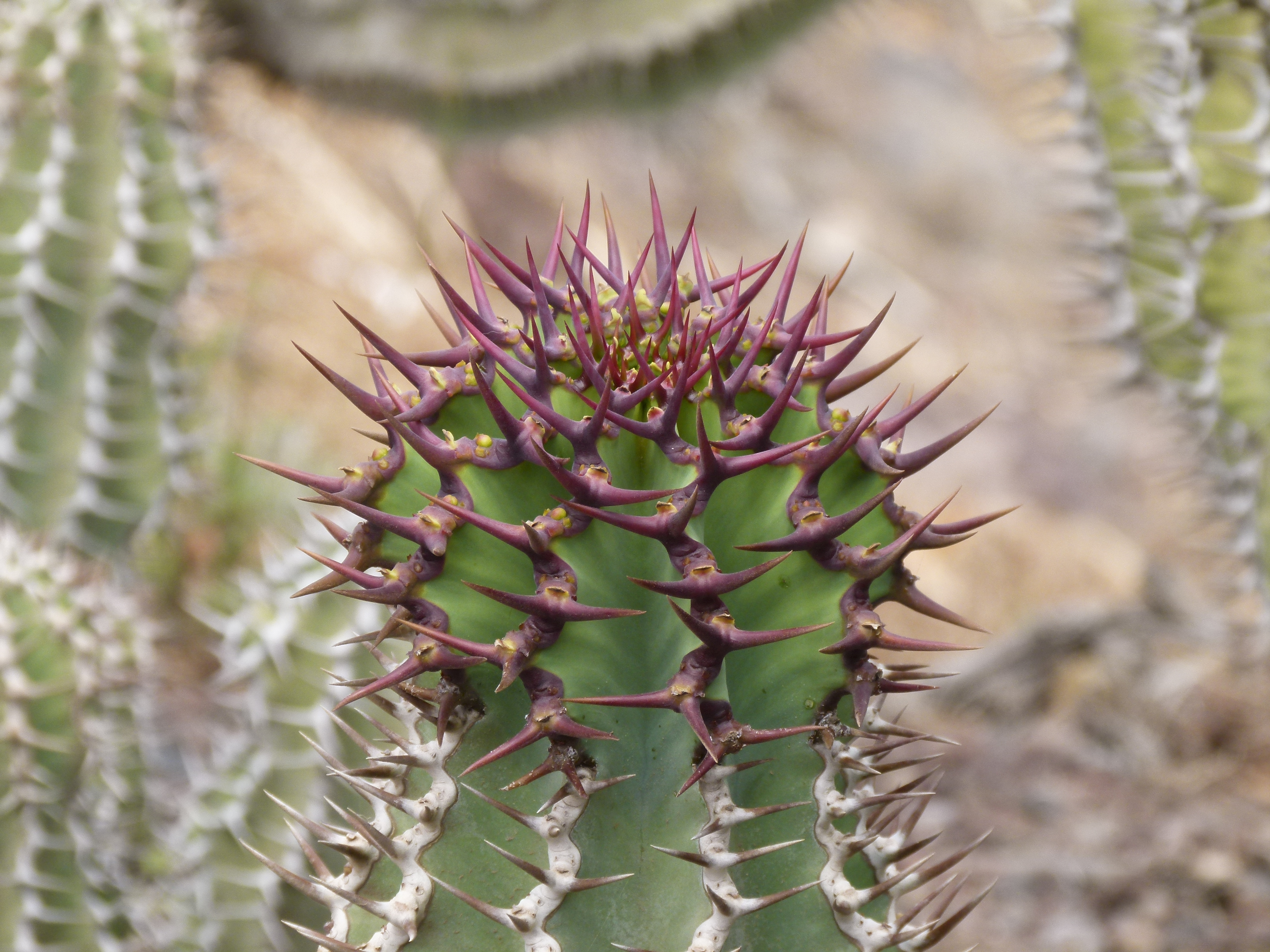
Triebspitze
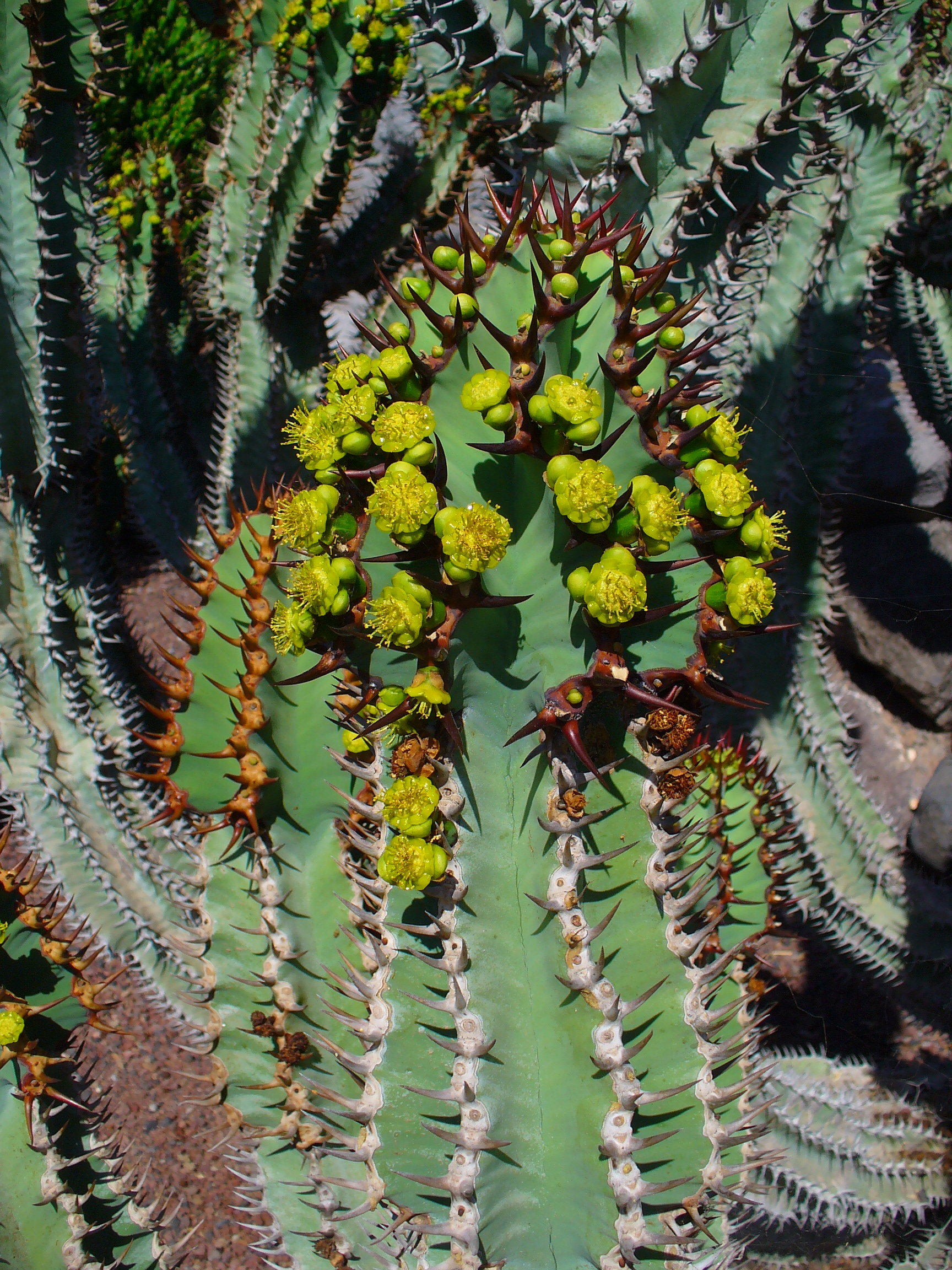
Blüten

## Verbreitung und Systematik
Euphorbia avasmontana ist im Süden von Namibia und im Nordwesten von Südafrika verbreitet.
Die Erstbeschreibung der Art erfolgte 1928 durch Kurt Dinter.
Es werden folgende Varietäten unterschieden:
- Euphorbia avasmontana var. avasmontana (Syn: Euphorbia kalaharica (Marloth) (1930))
- Euphorbia avasmontana var. sagittaria (Marloth) A.C.White & al. (Syn: Euphorbia sagittaria (Marloth) (1930)); im Unterschied zur Stammart sind die Triebe in der Regel vierkantig und sind in kürzere und gerundete Abschnitte gegliedert